# ЯКласс
ЯКласс — онлайн-проект, позиционируемый как «цифровой образовательный ресурс для школ», резидент Инновационного центра «Сколково».

## История
В России ресурс заработал в 2013 году, в 2015 году «ЯКласс» становится резидентом ИЦ «Сколково».
В 2016 году «ЯКласс» вошёл в TOП-50 российских стартапов по версии Международного издательского проекта «Российской газеты» Russia Beyond The Headlines (RBTH), в 2017 году получил народную антипремию рунета «Запрещенка» в номинации сайтов для детей и стал победителем в номинации «Лучший StateTech провайдер» на форуме «Открытые инновации». 2018 год — статус «Made in Russia» от Российского экспортного центра. В период дистанционного обучения весной 2020 года Методический центр регулярно проводил обучающие вебинары для зарегистрировавшихся пользователей, мастер-классы для опытных педагогов и организовывал онлайн-встречи с экспертами по психологической помощи. В 2021 году сервис был полностью приобретён образовательной платформой «Учи.ру», включая базу из 1.6 трлн заданий по 16 предметам. До этого 96.3% компании принадлежали зарегистрированному на Виргинских островах YaClass Inc., остальные 3.7% — Фонду развития интернет-инициатив.

## Технология Genexis
В основе сервиса лежит технология Genexis (от англ. generate exercise — генерация задач). Система Genexis была задумана как инструмент разработки учебных курсов, а также для генерирования, контроля и проверки заданий для образовательных учреждений. На её основе создаются тренировочные упражнения по математике, физике, химии, иностранным языкам, истории и другим школьным предметам.
Технологию опробовали в Латвии, Эстонии, Великобритании, Словакии, Литве и других странах Европы, в рамках программы «Lifelong Learning Program» Европейской комиссии. В 2009 году система генерации задач внедряется в образовательный процесс в некоторых европейских школах.

## ЯКласс в других странах
ЯКласс работает в России, Австрии, Армении, Беларуси, Германии, Казахстане, Латвии, Индии и Финляндии. 
В марте 2009 года состоялся запуск ЯКласс (uzdevumi.lv) в Латвии.
В 2014 году состоялся запуск ЯКласс в Австрии.
В конце февраля 2016 года состоялся запуск в десятках школ Республики Беларусь.
В сентябре 2018 года состоялся запуск ЯКласс в Финляндии.
В 2019 году сервис вышел на рынок Индии.